# 卡尔奇纳亚
卡尔奇纳亚（義大利語：Calcinaia），是意大利托斯卡纳大区比萨省的一个市镇。总面积14.99平方公里，人口11396人，人口密度760.2人/平方公里（2009年）。ISTAT代码为050004。